# Căpeni, Covasna
Căpeni (în maghiară Köpec) este un sat ce aparține orașului Baraolt din județul Covasna, Transilvania, România.

## Istoric

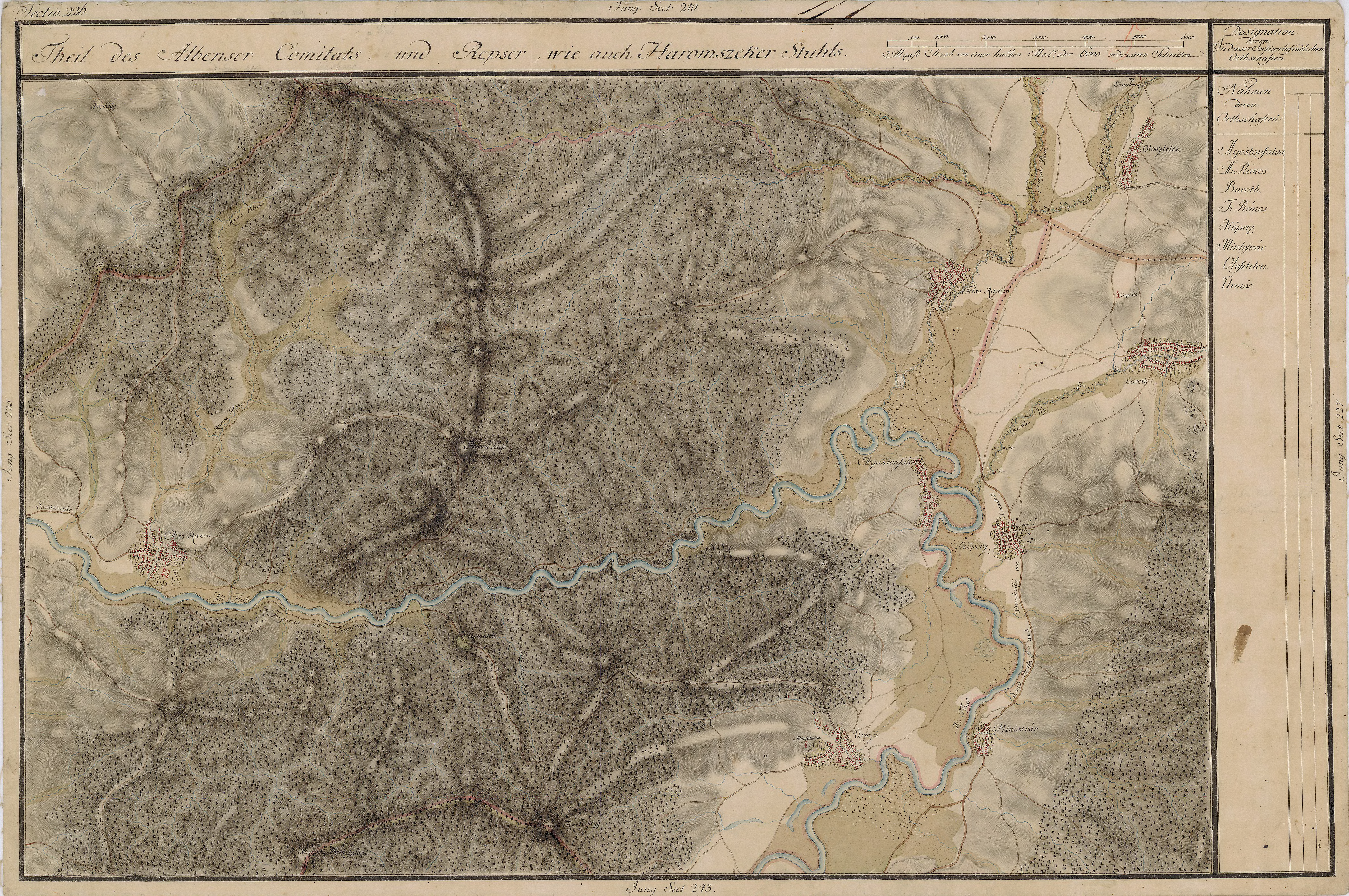
Căpeni în Harta Iosefină a Transilvaniei, 1769-1773

În anul 1661 la Căpeni a avut loc o bătălie în care secuii au fost învinși de oastea lui Gáspár Barcsay. 
La 9 decembrie 1848, în timpul Revoluției de la 1848, a avut loc o confruntare între armata imperială austriacă și trupele secuiești trecute de partea revoluționarilor.
Între 1940-1944, în urma Dictatului de la Viena și a stabilirii noii frontiere pe râul Olt, localitatea a rămas în Transilvania de Nord și a devenit astfel punct de graniță a Ungariei.

## Demografie
Populația majoritară este cea maghiară, în proporție de 98%.

## Economie
Localitatea a fost un important centru minier de extracție a lignitului în perioada postbelică. Minele au început să fie treptat închise începând cu anul 1970.
În prezent, majoritatea locuitorilor își câștigă existența din agricultură și exploatarea lemnului.

## Atracții turistice
- Zone de pescuit și relaxare în Lunca Oltului.
- Vechea colonie minieră (abandonată).
- Fostul conac al administratorului minelor din perioada interbelică.
- Izvoare de apă minerală.

 Acest articol despre o localitate din județul Covasna este deocamdată un ciot. Puteți ajuta Wikipedia prin completarea lui.